# Gare de Steenwerck
Gare de Steenwerck vasútállomás Franciaországban, Steenwerck településen.

## Vasútvonalak
Az állomást az alábbi vasútvonalak érintik:
- Lille–Fontinettes-vasútvonal

## Kapcsolódó állomások
A vasútállomáshoz az alábbi állomások vannak a legközelebb:
- Gare de Nieppe
- Gare de Bailleul